# Circoscrizione Potenza-Matera
La circoscrizione Potenza-Matera era una circoscrizione elettorale italiana per l'elezione dell'Assemblea Costituente, nel 1946 (circoscrizione XXVII), e della Camera dei deputati, dal 1948 al 1993 (circoscrizione XXVI).
Comprendeva le province di Potenza e di Matera.
Era prevista dalla Tabella A di cui al decreto legislativo luogotenenziale 10 marzo 1946, n. 74, poi ripresa dalla legge 20 gennaio 1948, n. 6 e dal decreto del presidente della Repubblica 30 marzo 1957, n. 361.
Nel 1993 la circoscrizione fu soppressa contestualmente all'istituzione della circoscrizione Basilicata.
Di seguito i risultati di lista e i deputati eletti, ordinati secondo il numero di preferenze ottenute.

## Elezioni politiche 1946
| Liste                                           | Voti    | %     | Seggi |
| ----------------------------------------------- | ------- | ----- | ----- |
| Democrazia Cristiana                            | 80.094  | 31,27 | 2     |
| Unione Democratica Nazionale                    | 58.509  | 22,84 | 1     |
| Partito Socialista Italiano di Unità Proletaria | 41.626  | 16,25 | 1     |
| Partito Comunista Italiano                      | 33.360  | 13,02 | 1     |
| Fronte dell'Uomo Qualunque                      | 22.026  | 8,60  | -     |
| Partito Repubblicano Italiano                   | 7.644   | 2,98  | -     |
| Indipendenti                                    | 5.781   | 2,26  | -     |
| Alleanza Repubblicana Italiana                  | 5.340   | 2,08  | -     |
| Unione Comunisti Italiani Indipendenti          | 1.776   | 0,69  | -     |
| Totale                                          | 256.156 |       | 5     |

| Democrazia Cristiana           | Blocco Nazionale della Libertà           | Partito Socialista Italiano di Unità Proletaria | Partito Comunista Italiano        |
| ------------------------------ | ---------------------------------------- | ----------------------------------------------- | --------------------------------- |
| - Emilio Colombo - Mario Zotta | - → Francesco Saverio Nitti - Vito Reale | - Aldo Enzo Pignatari                           | - → Fausto Gullo - Luigi De Filpo |

1. ↑  Opta per il collegio unico nazionale
2. ↑  Opta per la circoscrizione Catanzaro-Cosenza-Reggio Calabria

## Elezioni politiche 1948
| Liste                                              | Voti    | %     | Seggi |
| -------------------------------------------------- | ------- | ----- | ----- |
| Democrazia Cristiana                               | 142.942 | 48,41 | 4     |
| Fronte Democratico Popolare                        | 75.532  | 25,58 | 2     |
| Unità Socialista                                   | 24.621  | 8,34  | -     |
| Blocco Nazionale                                   | 23.108  | 7,83  | -     |
| Partito Nazionale Monarchico - Alleanza del Lavoro | 16.571  | 5,61  | -     |
| Movimento Sociale Italiano                         | 6.974   | 2,36  | -     |
| Partito Repubblicano Italiano                      | 3.101   | 1,05  | -     |
| Partito Cristiano Sociale                          | 1.849   | 0,63  | -     |
| Movimento Nazionalista per la Democrazia Sociale   | 598     | 0,20  | -     |
| Totale                                             | 295.296 |       | 6     |

| Democrazia Cristiana                                                      | Fronte Democratico Popolare       |
| ------------------------------------------------------------------------- | --------------------------------- |
| - Emilio Colombo - Michele Marotta - Gaetano Ambrico - Salvatore Pagliuca | - Michele Bianco - Luigi De Filpo |

## Elezioni politiche 1953
| Liste                                   | Voti    | %     | Seggi |
| --------------------------------------- | ------- | ----- | ----- |
| Democrazia Cristiana                    | 127.198 | 41,33 | 4     |
| Partito Comunista Italiano              | 79.827  | 25,94 | 2     |
| Partito Nazionale Monarchico            | 31.889  | 10,36 | 1     |
| Movimento Sociale Italiano              | 21.367  | 6,94  | -     |
| Partito Socialista Italiano             | 20.901  | 6,79  | -     |
| Partito Socialista Democratico Italiano | 11.639  | 3,78  | -     |
| Partito Liberale Italiano               | 7.425   | 2,41  | -     |
| Unione Socialista Indipendente          | 3.766   | 1,22  | -     |
| Partito Repubblicano Italiano           | 2.395   | 0,78  | -     |
| Alleanza Democratica Nazionale          | 859     | 0,28  | -     |
| Indipendente                            | 530     | 0,17  | -     |
| Totale                                  | 307.796 |       | 7     |

| Democrazia Cristiana                                                      | Partito Comunista Italiano         | Partito Nazionale Monarchico |
| ------------------------------------------------------------------------- | ---------------------------------- | ---------------------------- |
| - Emilio Colombo - Michele Marotta - Claudio Merenda - Salvatore Pagliuca | - Michele Bianco - Michele Mancino | - Odo Spadazzi               |

## Elezioni politiche 1958
| Liste                                            | Voti    | %     | Seggi |
| ------------------------------------------------ | ------- | ----- | ----- |
| Democrazia Cristiana                             | 159.038 | 46,69 | 4     |
| Partito Comunista Italiano                       | 88.214  | 25,90 | 2     |
| Partito Socialista Italiano                      | 32.261  | 9,47  | 1     |
| Partito Monarchico Popolare                      | 24.685  | 7,25  | 1     |
| Movimento Sociale Italiano                       | 10.250  | 3,01  | -     |
| Movimento Comunità                               | 8.134   | 2,39  | -     |
| Partito Socialista Democratico Italiano          | 6.913   | 2,03  | -     |
| Partito Nazionale Monarchico                     | 5.202   | 1,53  | -     |
| Partito Liberale Italiano                        | 4.953   | 1,45  | -     |
| Partito Repubblicano Italiano - Partito Radicale | 948     | 0,28  | -     |
| Totale                                           | 340.598 |       | 8     |

| Democrazia Cristiana                                                   | Partito Comunista Italiano      | Partito Socialista Italiano | Partito Monarchico Popolare |
| ---------------------------------------------------------------------- | ------------------------------- | --------------------------- | --------------------------- |
| - Emilio Colombo - Michele Marotta - Michele Tantalo - Claudio Merenda | - Michele Bianco - Luigi Grezzi | - Pasquale Franco           | - Odo Spadazzi              |

## Elezioni politiche 1963
| Liste                                            | Voti    | %     | Seggi |
| ------------------------------------------------ | ------- | ----- | ----- |
| Democrazia Cristiana                             | 139.342 | 42,54 | 4     |
| Partito Comunista Italiano                       | 94.748  | 28,92 | 3     |
| Partito Socialista Italiano                      | 33.754  | 10,30 | 1     |
| Partito Socialista Democratico Italiano          | 19.003  | 5,80  | -     |
| Movimento Sociale Italiano                       | 17.955  | 5,48  | -     |
| Partito Liberale Italiano                        | 14.040  | 4,29  | -     |
| Partito Democratico Italiano di Unità Monarchica | 3.462   | 1,06  | -     |
| Concentrazione di Unità Rurale                   | 3.003   | 0,92  | -     |
| Partito Repubblicano Italiano                    | 2.269   | 0,69  | -     |
| Totale                                           | 327.576 |       | 8     |

| Democrazia Cristiana                                                   | Partito Comunista Italiano                         | Partito Socialista Italiano |
| ---------------------------------------------------------------------- | -------------------------------------------------- | --------------------------- |
| - Emilio Colombo - Michele Marotta - Claudio Merenda - Michele Tantalo | - Giorgio Amendola - Luigi Grezzi - Nicola Cataldo | - Pasquale Franco           |

## Elezioni politiche 1968
| Liste                                            | Voti    | %     | Seggi |
| ------------------------------------------------ | ------- | ----- | ----- |
| Democrazia Cristiana                             | 158.071 | 48,84 | 5     |
| Partito Comunista Italiano                       | 84.480  | 26,10 | 2     |
| Partito Socialista Unificato                     | 45.979  | 14,21 | 1     |
| Movimento Sociale Italiano                       | 10.886  | 3,36  | -     |
| Partito Liberale Italiano                        | 9.907   | 3,06  | -     |
| Partito Socialista Italiano di Unità Proletaria  | 9.180   | 2,84  | -     |
| Partito Democratico Italiano di Unità Monarchica | 2.675   | 0,83  | -     |
| Partito Repubblicano Italiano                    | 2.456   | 0,76  | -     |
| Totale                                           | 323.634 |       | 8     |

| Democrazia Cristiana                                                                                  | Partito Comunista Italiano             | Partito Socialista Unificato |
| --- | -------------------------------------- | ---------------------------- |
| - Emilio Colombo - Michele Tantalo - Claudio Merenda - Raffaello Lospinoso Severini - Michele Marotta | - Gerardo Chiaromonte - Donato Scutari | - Elvio Salvatore            |

## Elezioni politiche 1972
| Liste                                           | Voti    | %     | Seggi |
| ----------------------------------------------- | ------- | ----- | ----- |
| Democrazia Cristiana                            | 161.476 | 49,16 | 5     |
| Partito Comunista Italiano                      | 81.858  | 24,92 | 2     |
| Partito Socialista Italiano                     | 32.169  | 9,79  | 1     |
| Movimento Sociale Italiano - Destra Nazionale   | 22.531  | 6,86  | -     |
| Partito Socialista Democratico Italiano         | 15.948  | 4,86  | -     |
| Partito Socialista Italiano di Unità Proletaria | 5.856   | 1,78  | -     |
| Partito Liberale Italiano                       | 4.630   | 1,41  | -     |
| Partito Repubblicano Italiano                   | 2.850   | 0,87  | -     |
| Movimento Politico dei Lavoratori               | 1.156   | 0,35  | -     |
| Totale                                          | 328.474 |       | 8     |

| Democrazia Cristiana                                                                              | Partito Comunista Italiano             | Partito Socialista Italiano |
| ------------------------------------------------------------------------------------------------- | -------------------------------------- | --------------------------- |
| - Emilio Colombo - Michele Tantalo - Angelo Sanza - Nicola Lapenta - Raffaello Lospinoso Severini | - Gerardo Chiaromonte - Donato Scutari | - Elvio Salvatore           |

## Elezioni politiche 1976
| Liste                                         | Voti    | %     | Seggi |
| --------------------------------------------- | ------- | ----- | ----- |
| Democrazia Cristiana                          | 160.491 | 44,46 | 4     |
| Partito Comunista Italiano                    | 120.341 | 33,34 | 3     |
| Partito Socialista Italiano                   | 37.065  | 10,27 | 1     |
| Movimento Sociale Italiano - Destra Nazionale | 21.778  | 6,03  | -     |
| Partito Socialista Democratico Italiano       | 8.842   | 2,45  | -     |
| Democrazia Proletaria                         | 4.317   | 1,20  | -     |
| Partito Repubblicano Italiano                 | 3.367   | 0,93  | -     |
| Partito Liberale Italiano                     | 2.454   | 0,68  | -     |
| Partito Radicale                              | 1.572   | 0,44  | -     |
| Nuovo Partito Popolare                        | 728     | 0,20  | -     |
| Totale                                        | 360.955 |       | 8     |

| Democrazia Cristiana                                                 | Partito Comunista Italiano                                     | Partito Socialista Italiano |
| -------------------------------------------------------------------- | -------------------------------------------------------------- | --------------------------- |
| - Emilio Colombo - Angelo Sanza - Michele Tantalo - Pasquale Lamorte | - Gerardo Chiaromonte - Giovanni Calice - Raffaele Giura Longo | - Elvio Salvatore           |

## Elezioni politiche 1979
| Liste                                         | Voti    | %     | Seggi |
| --------------------------------------------- | ------- | ----- | ----- |
| Democrazia Cristiana                          | 156.475 | 43,62 | 4     |
| Partito Comunista Italiano                    | 103.572 | 28,87 | 2     |
| Partito Socialista Italiano                   | 39.296  | 10,95 | 1     |
| Movimento Sociale Italiano - Destra Nazionale | 20.870  | 5,82  | -     |
| Partito Socialista Democratico Italiano       | 12.770  | 3,56  | -     |
| Partito di Unità Proletaria                   | 7.105   | 1,98  | -     |
| Partito Radicale                              | 5.959   | 1,66  | -     |
| Partito Repubblicano Italiano                 | 4.420   | 1,23  | -     |
| Partito Liberale Italiano                     | 3.293   | 0,92  | -     |
| Nuova Sinistra Unita                          | 2.643   | 0,74  | -     |
| Democrazia Nazionale                          | 2.309   | 0,64  | -     |
| Totale                                        | 358.712 |       | 7     |

| Democrazia Cristiana                                                 | Partito Comunista Italiano           | Partito Socialista Italiano |
| -------------------------------------------------------------------- | ------------------------------------ | --------------------------- |
| - Emilio Colombo - Angelo Sanza - Pasquale Lamorte - Michele Tantalo | - Gerardo Chiaromonte - Rocco Curcio | - Elvio Salvatore           |

## Elezioni politiche 1983
| Liste                                         | Voti    | %     | Seggi |
| --------------------------------------------- | ------- | ----- | ----- |
| Democrazia Cristiana                          | 171.328 | 46,04 | 4     |
| Partito Comunista Italiano                    | 103.882 | 27,91 | 2     |
| Partito Socialista Italiano                   | 40.757  | 10,95 | 1     |
| Movimento Sociale Italiano - Destra Nazionale | 23.489  | 6,31  | -     |
| Partito Socialista Democratico Italiano       | 17.334  | 4,66  | -     |
| Partito Repubblicano Italiano                 | 4.872   | 1,31  | -     |
| Democrazia Proletaria                         | 3.401   | 0,91  | -     |
| Partito Radicale                              | 3.315   | 0,89  | -     |
| Partito Liberale Italiano                     | 2.870   | 0,77  | -     |
| Lista per Trieste                             | 897     | 0,24  | -     |
| Totale                                        | 372.145 |       | 7     |

| Democrazia Cristiana                                               | Partito Comunista Italiano           | Partito Socialista Italiano |
| ------------------------------------------------------------------ | ------------------------------------ | --------------------------- |
| - Emilio Colombo - Angelo Sanza - Pasquale Lamorte - Vincenzo Viti | - Gerardo Chiaromonte - Rocco Curcio | - Giorgio Ruffolo           |

## Elezioni politiche 1987
| Liste                                         | Voti    | %     | Seggi |
| --------------------------------------------- | ------- | ----- | ----- |
| Democrazia Cristiana                          | 178.380 | 46,09 | 4     |
| Partito Comunista Italiano                    | 98.537  | 25,46 | 2     |
| Partito Socialista Italiano                   | 52.185  | 13,48 | 1     |
| Movimento Sociale Italiano - Destra Nazionale | 19.446  | 5,02  | -     |
| Partito Socialista Democratico Italiano       | 16.367  | 4,23  | -     |
| Partito Repubblicano Italiano                 | 5.142   | 1,33  | -     |
| Democrazia Proletaria                         | 4.328   | 1,12  | -     |
| Lista Verde                                   | 4.055   | 1,05  | -     |
| Partito Radicale                              | 3.700   | 0,96  | -     |
| Partito Liberale Italiano                     | 3.359   | 0,87  | -     |
| Liga Veneta - Pensionati Uniti                | 1.040   | 0,27  | -     |
| Partito Sardo d'Azione                        | 238     | 0,06  | -     |
| Alleanza Popolare                             | 221     | 0,06  | -     |
| Totale                                        | 386.998 |       | 7     |

| Democrazia Cristiana                                               | Partito Comunista Italiano             | Partito Socialista Italiano |
| ------------------------------------------------------------------ | -------------------------------------- | --------------------------- |
| - Emilio Colombo - Pasquale Lamorte - Angelo Sanza - Vincenzo Viti | - Alfredo Reichlin - Giacomo Schettini | - Nicola Savino             |

## Elezioni politiche 1992
| Liste                                         | Voti    | %     | Seggi |
| --------------------------------------------- | ------- | ----- | ----- |
| Democrazia Cristiana                          | 170.773 | 44,45 | 4     |
| Partito Democratico della Sinistra            | 64.512  | 16,79 | 1     |
| Partito Socialista Italiano                   | 56.624  | 14,74 | 1     |
| Partito della Rifondazione Comunista          | 21.003  | 5,47  | -     |
| Movimento Sociale Italiano - Destra Nazionale | 19.188  | 4,99  | -     |
| Partito Socialista Democratico Italiano       | 16.514  | 4,30  | -     |
| Partito Repubblicano Italiano                 | 8.375   | 2,18  | -     |
| Lega delle Leghe                              | 8.122   | 2,11  | -     |
| Federazione dei Verdi                         | 7.700   | 2,00  | -     |
| Partito Liberale Italiano                     | 4.758   | 1,24  | -     |
| Sì Referendum                                 | 2.214   | 0,58  | -     |
| Lista Marco Pannella                          | 1.692   | 0,44  | -     |
| Lega d'Azione Meridionale                     | 918     | 0,24  | -     |
| Lega Nord                                     | 857     | 0,22  | -     |
| Lega Meridionale - Unione Nazionale           | 464     | 0,12  | -     |
| Federalismo                                   | 458     | 0,12  | -     |
| Totale                                        | 384.172 |       | 6     |

| Democrazia Cristiana                                               | Partito Democratico della Sinistra | Partito Socialista Italiano |
| ------------------------------------------------------------------ | ---------------------------------- | --------------------------- |
| - Angelo Sanza - Emilio Colombo - Pasquale Lamorte - Vincenzo Viti | - Mario Lettieri                   | - Nicola Savino             |